# Хинохара, Сигэаки
Сигэаки Хинохара (яп. 日野原 重明 Hinohara Shigeaki, 4 октября 1911 – 18 июля 2017) — японский врач, старейший практикующий врач Японии и мира.

## Биография и карьера
Хинохара родился в Ямагути.
Начал свою долгую трудовую деятельность в 1941 году в Больнице Св. Луки в Токио, работал врачом на протяжении военного времени, в том числе, во время бомбардировок города. С 1990 года он занимал пост почётного директора больницы. Был почётным председателем Фонда Сасакавы по международному сотрудничеству в области здравоохранения. Хинохаре приписывают создание и популяризацию в Японии практики ежегодных медицинских осмотров.
Хинохара стал почётным членом японского сердечно-сосудистого общества и получил вторую премию[чего?] и Орден культуры. Он был удостоен медалей от Императорского университета Киото, университета Томаса Джефферсона и Университета Макмастера, получил ряд почётных докторских степеней.
Хинохара скончался 18 июля 2017 года в Токио в возрасте 105 лет.